# Petrus

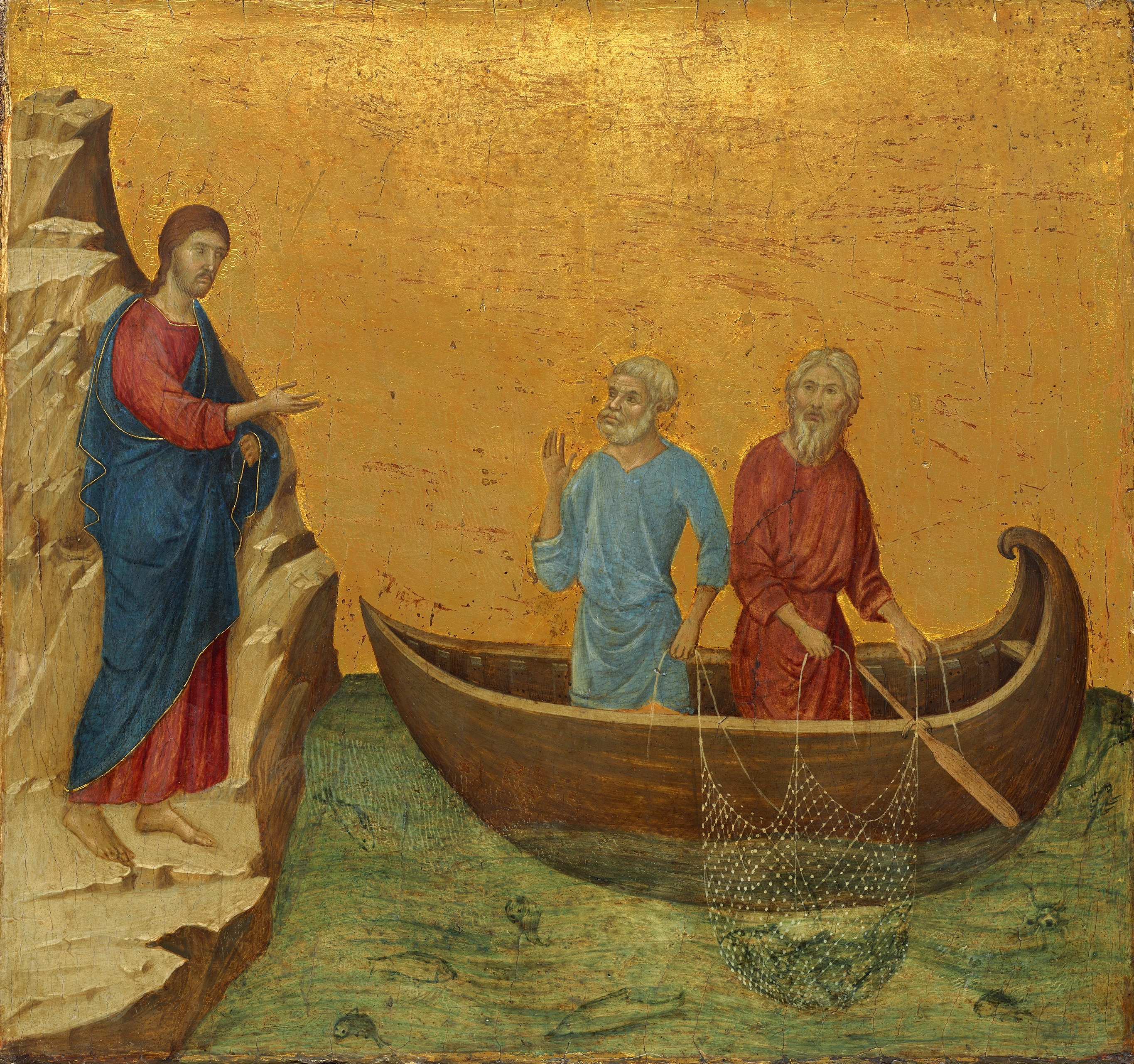
Jezus roept Simon (Petrus) en Andreas (Duccio di Buoninsegna).

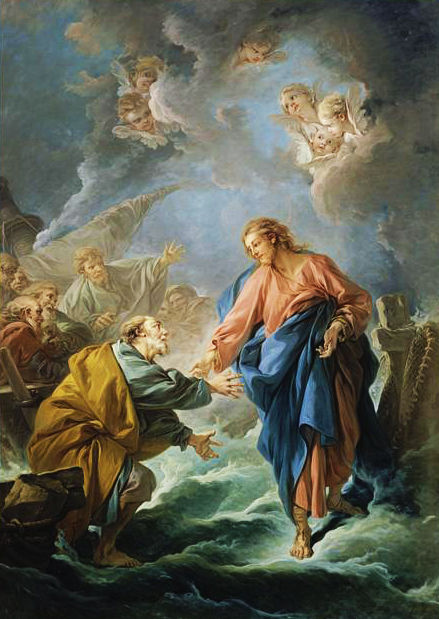
Jezus laat Petrus over het water lopen (François Boucher).

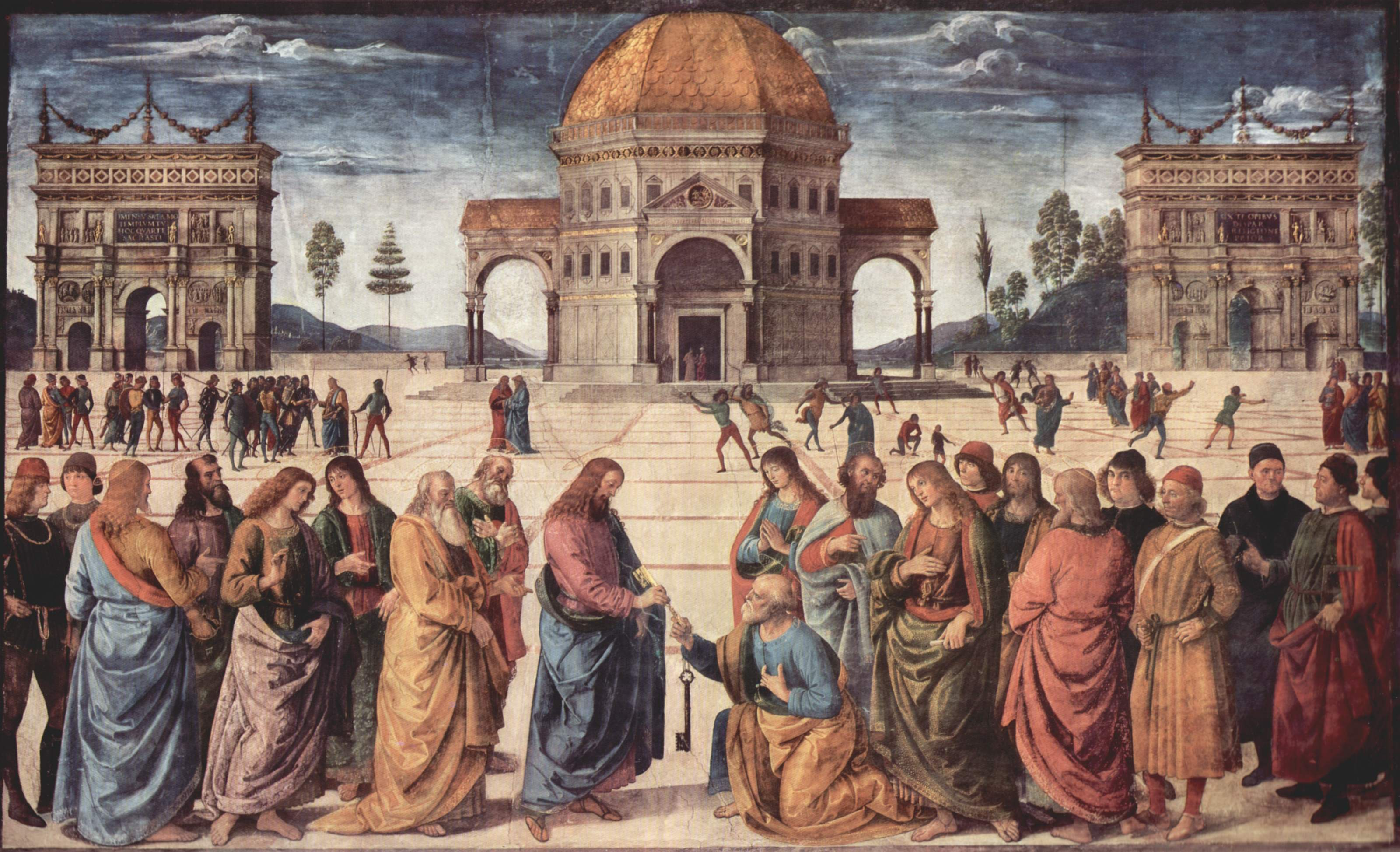
Jezus geeft de sleutels aan Petrus (fresco van Pietro Perugino in de Sixtijnse Kapel).

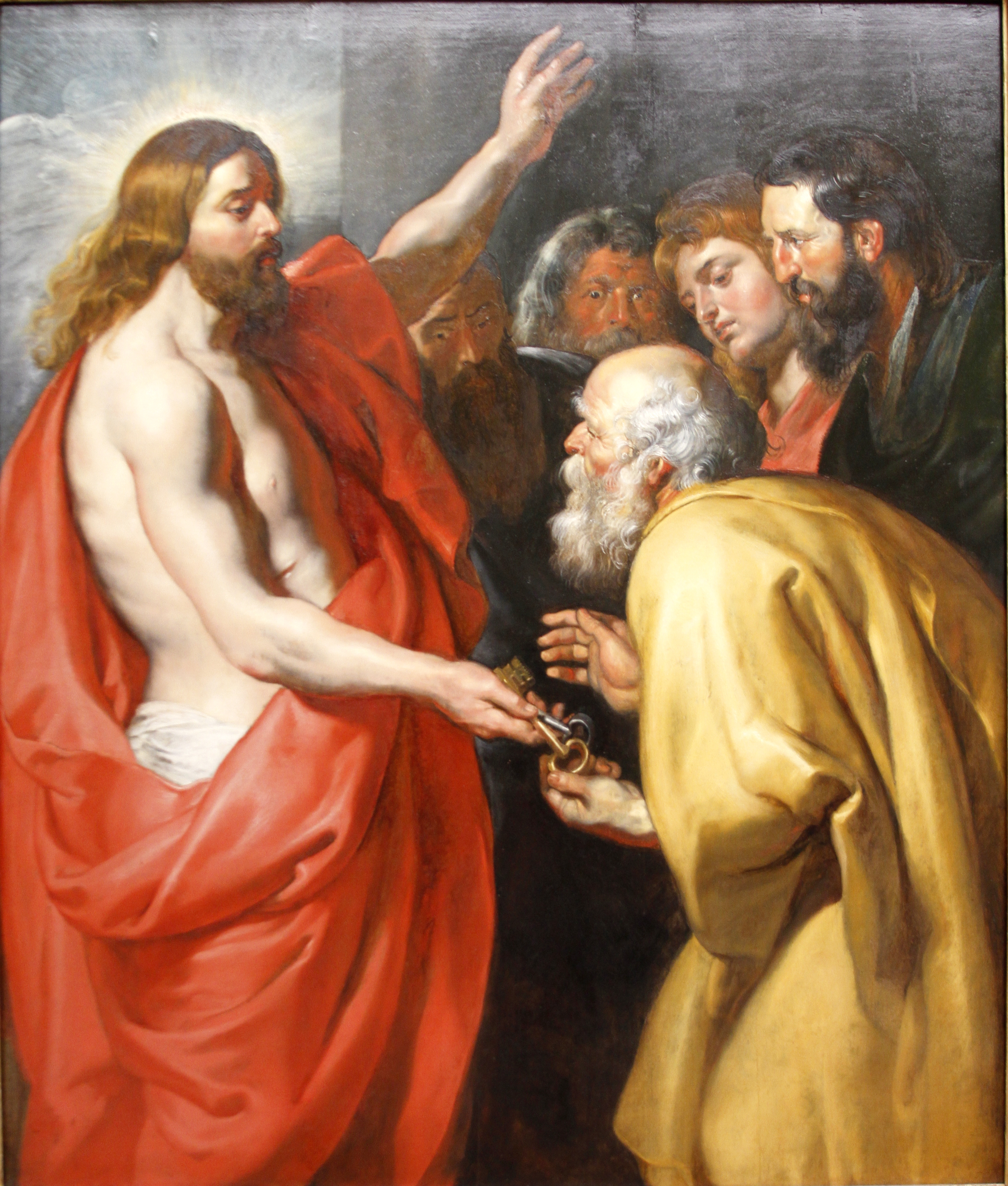
Jezus geeft Petrus de sleutels (Rubens).

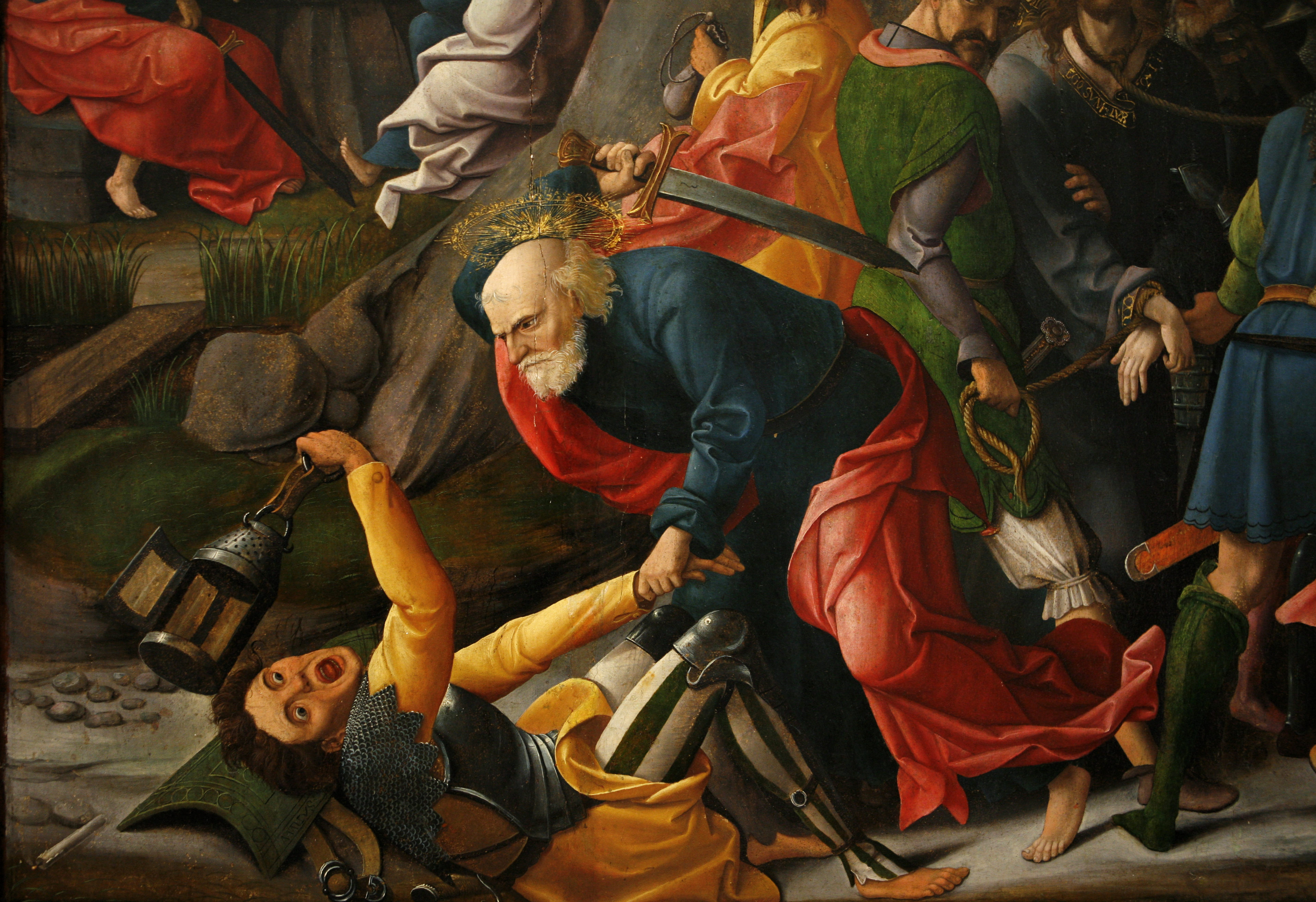
Malchus wordt door Petrus aangevallen; een anoniem Bourgondisch schilderij uit ca. 1520

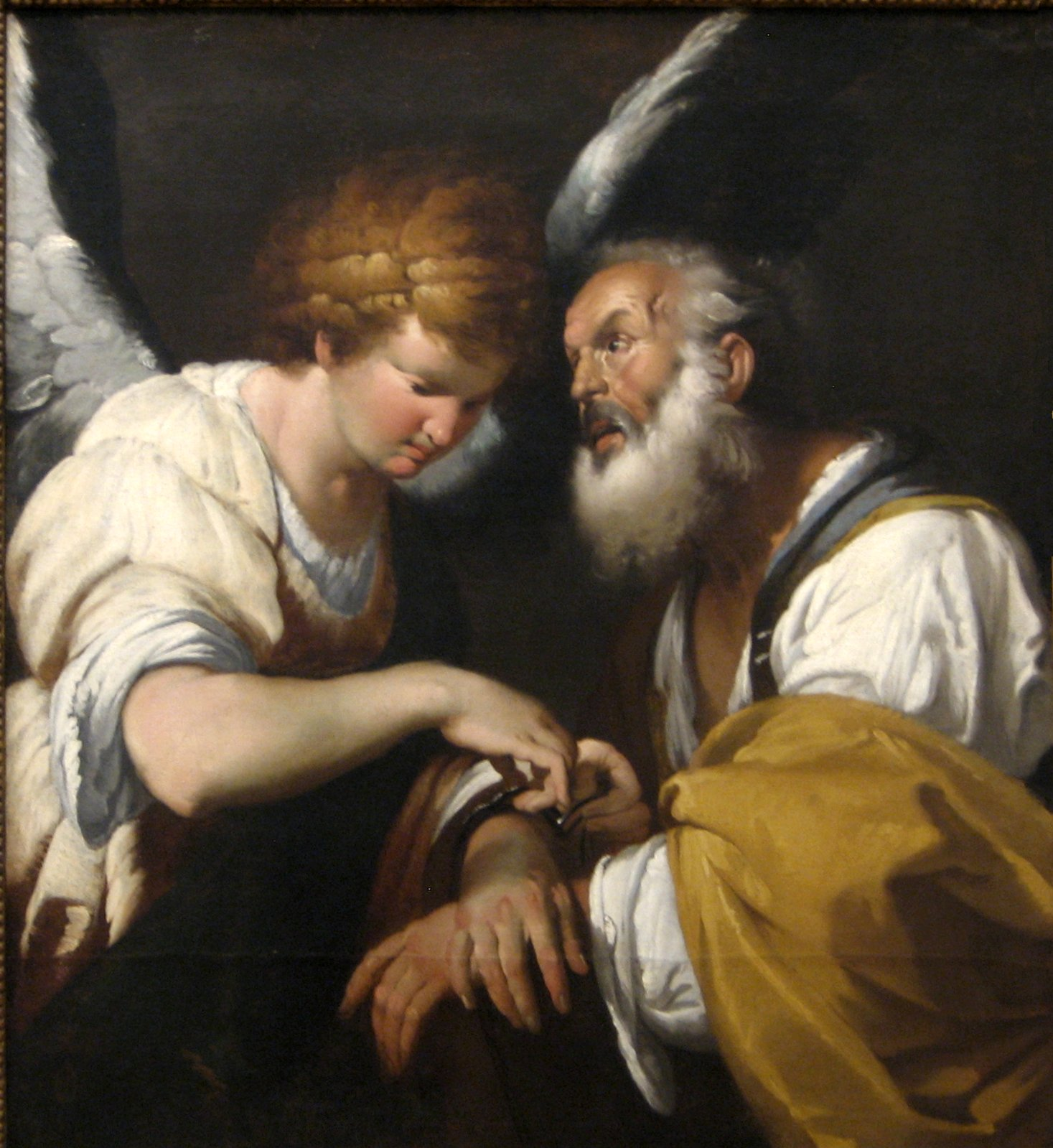
Een engel verlost Petrus van zijn handboeien (Bernardo Strozzi).

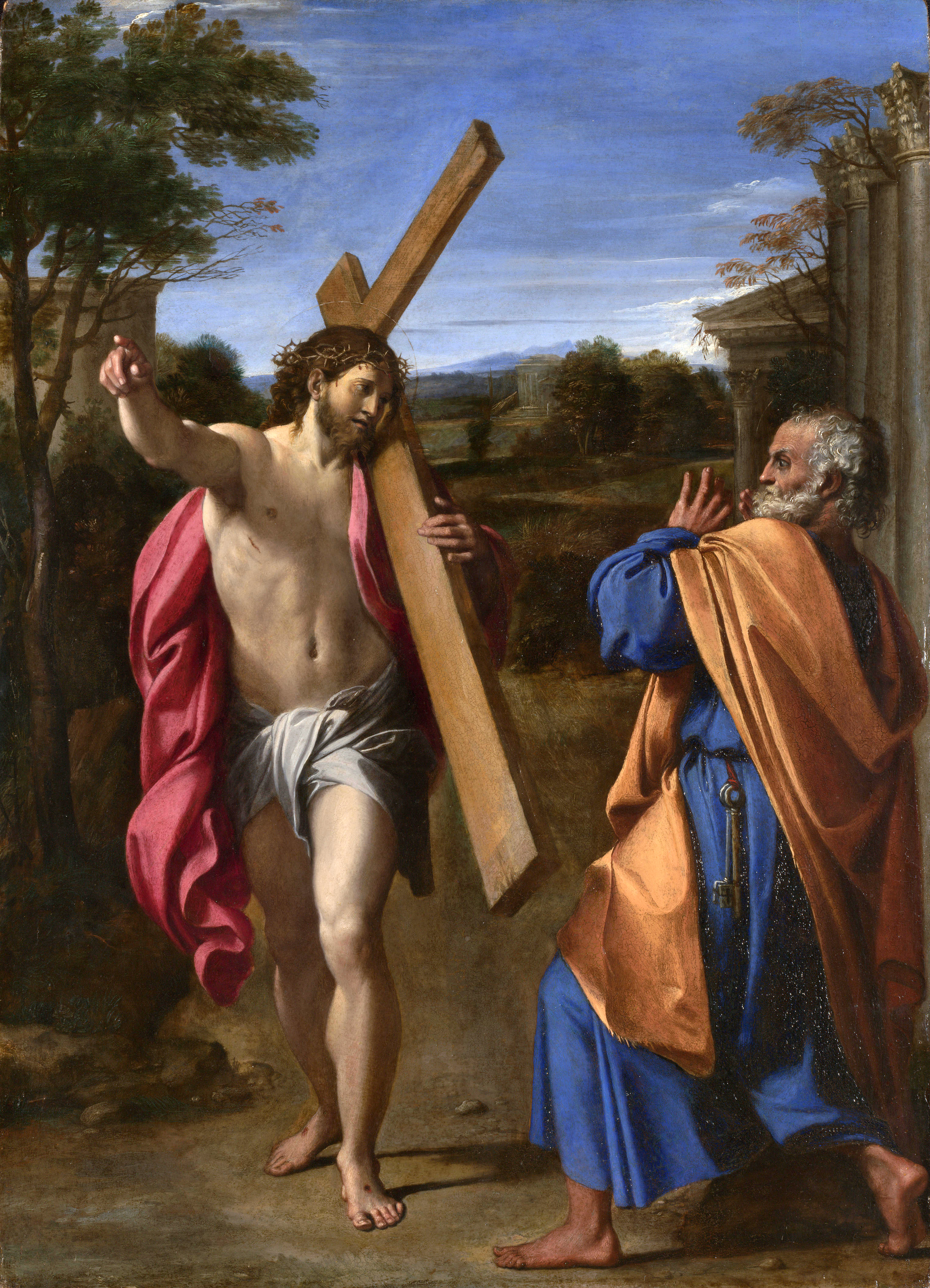
“Domine, quo vadis?” (Annibale Carracci)

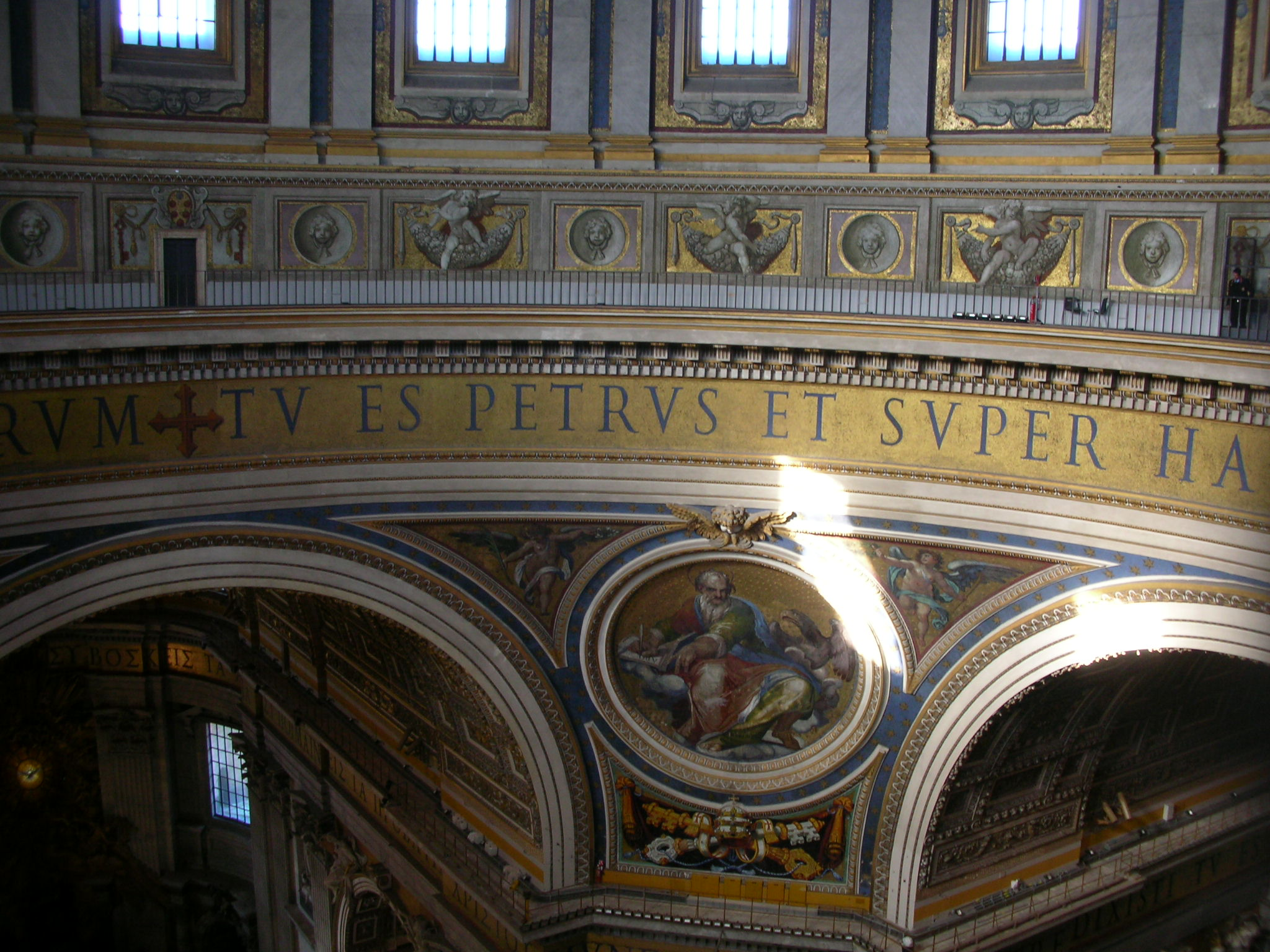
“Tu es Petrus” in de Sint-Pietersbasiliek te Rome

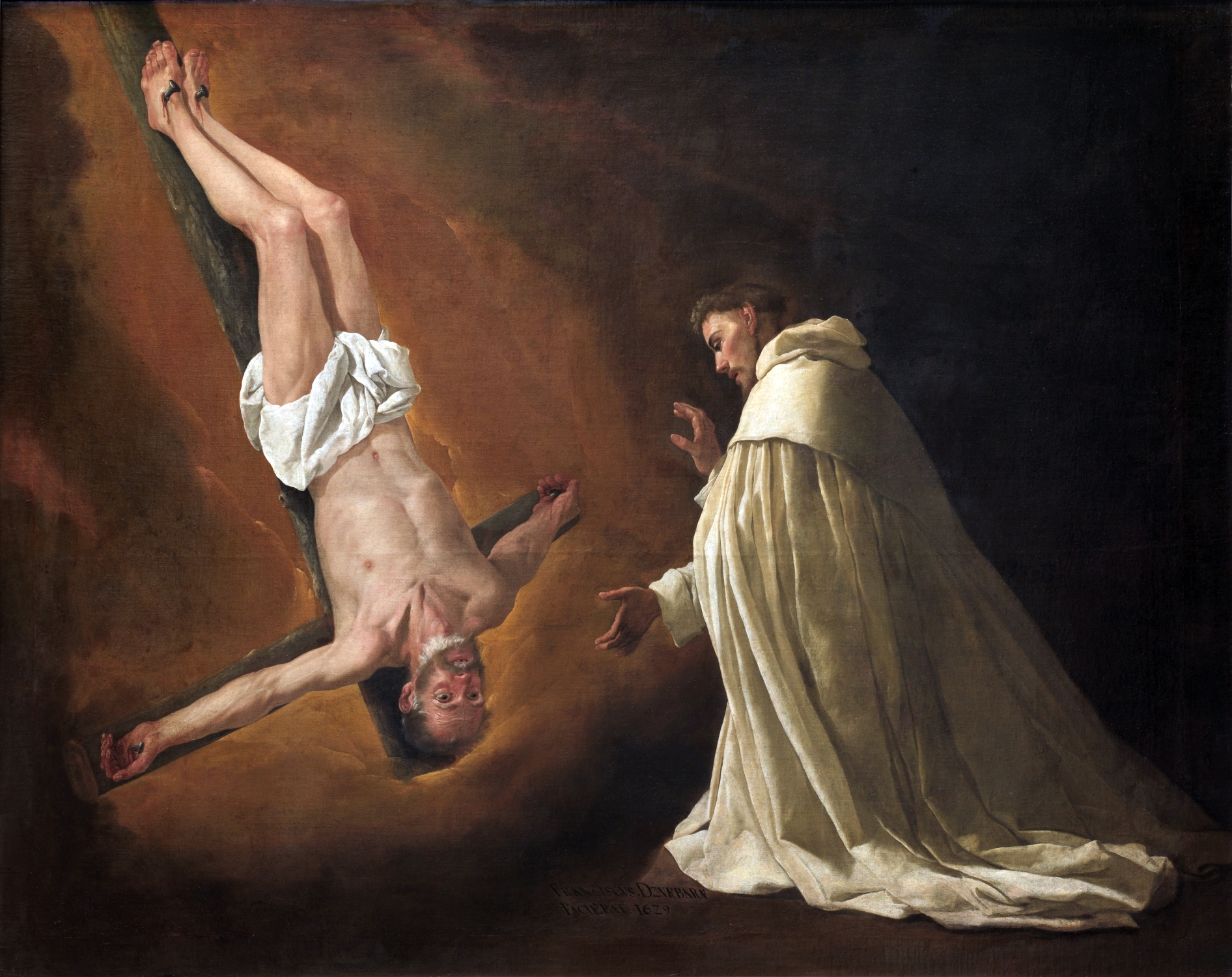
Het visioen van de heilige Petrus Nolascus met de gekruisigde apostel Petrus (Francisco Zurbarán)

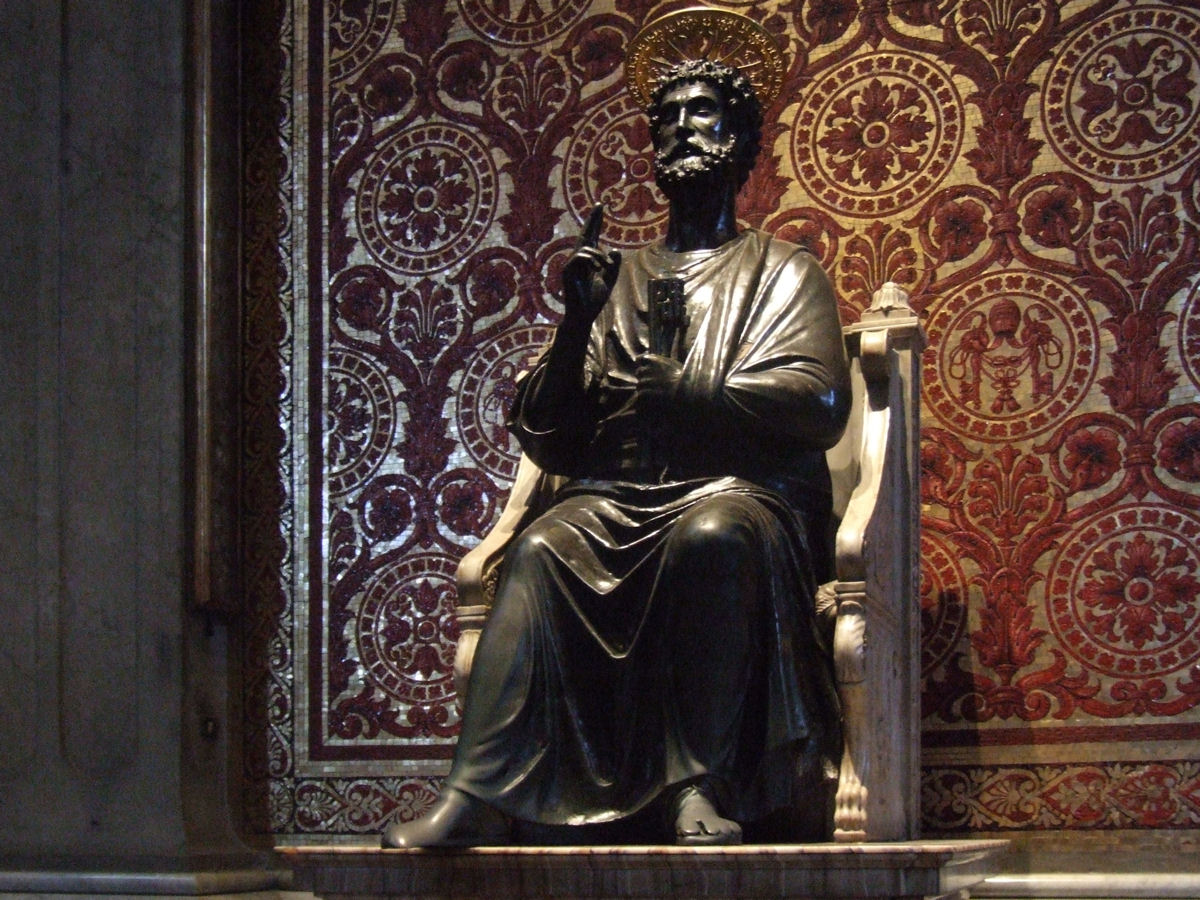
Standbeeld door Arnolfo di Cambio (13e eeuw) in de Sint-Pietersbasiliek

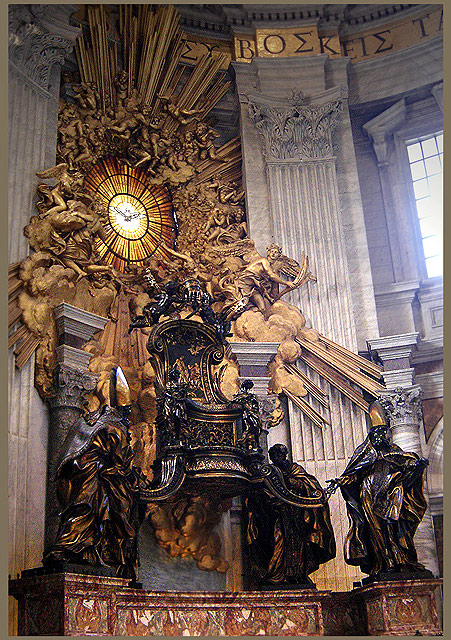
Altaar van de Troon van Petrus in de Sint-Pietersbasiliek

Petrus (Grieks: Πέτρος, Petros, "(grote) steen", "rots") (Galilea - Rome (?), ca. 64) was volgens het Nieuwe Testament een van de twaalf apostelen van Jezus en leiders in het vroege christendom. Oorspronkelijk heette hij Simon (Matteüs 4:18; 10:2) of Simeon (Handelingen 15:14). Jezus noemde hem in het Aramees Kefas, wat "rots" betekent en in het Grieks werd vertaald als Petros (Marcus 3:16).  Om die reden wordt hij ook wel als Simon Petrus (Lucas 5:1-10) aangeduid en één keer als Simeon Petrus (2 Petrus 1:1).
Het Nieuwe Testament telt twee brieven die worden toegeschreven aan Petrus, zie Eerste brief van Petrus en Tweede brief van Petrus.
In de Rooms-Katholieke Kerk wordt Petrus als de eerste paus beschouwd en wordt hij ook wel aangeduid als Sint-Pieter. Het ambt van paus wordt daarom ook wel Petrusambt genoemd. In het oosters christendom wordt Petrus als de eerste patriarch beschouwd.
In kunst en iconografie is Petrus vrijwel altijd te herkennen aan de sleutels van de hemel, die het Petrusambt symboliseren (naar Matteüs 16:18-19). Andere attributen zijn een omgekeerd kruis (waaraan hij volgens de traditie ter dood werd gebracht), visnet (vanwege zijn beroep) en een haan (die hem eraan herinnerde dat hij Jezus verloochend had - Johannes 18:27).

## Biografie

### Persoonlijke context
Simon (zoals Petrus eigenlijk heette - Matteüs 4:18; 10:2) was de zoon van Johannes (Johannes 1:40-42) of Jona (Matteüs 16:17). Hij kwam waarschijnlijk uit Betsaïda (Johannes 1:44), was een visser aan het Meer van Tiberias en "ongeletterd" (Handelingen 4:13). Hij werkte samen met zijn broer Andreas en met Johannes en Jakobus, de zonen van Zebedeüs (Lucas 5:10). Het lijkt erop dat hij oorspronkelijk behoorde tot de kring van leerlingen van Johannes de Doper (Johannes 1:35ff).
Later woonde Petrus in Kafarnaüm, waar Jezus hem bezocht. Hij was getrouwd (Marcus 1:29-31; 1 Korintiërs 9:5). Volgens de traditie heette zijn vrouw Strapola en was ze verwant aan Marcus' vader Aristobulus. Ook uit de traditie komen verslagen van haar martelaarschap en verhalen over zijn kinderen, zoals dat over zijn gehandicapte dochter in een Koptisch fragment van de Handelingen van Petrus. Petronella van Rome zou, volgens de diverse legendes die zich rond haar hebben gevormd, een dochter van Petrus zijn.

### Roeping
Volgens de synoptische evangeliën zag Jezus van Nazareth Petrus en Andreas vissen in het Meer van Tiberias en zei hij tegen ze:
Kom, volg mij! Ik zal van jullie vissers van mensen maken.
Meteen hierna lieten zij hun netten achter zich en volgden zij Jezus— Matteüs 4:18-19; Marcus 1:16-18
Volgens Johannes was Andreas aanwezig toen Johannes de Doper Jezus aankondigde als het Lam van God en volgde hij Jezus vanaf dat moment. Toen Andreas zijn broer tegenkwam, zei hij tegen hem dat hij de Messias had gevonden en nam hij hem mee naar Jezus.
Jezus keek hem aan en zei: “Jij bent Simon, de zoon van Johannes, maar voortaan zul je Kefas heten.” (Dat is Petrus, 'rots'.)— Johannes 1:40-42
Het is niet onwaarschijnlijk dat Petrus deze bijnaam kreeg om hem te onderscheiden van de andere apostel die ook Simon heette (Marcus 3:18; Matteüs 10:4; Lucas 6:15; Handelingen 1:13).

### Leerling van Jezus
Petrus was zonder twijfel een belangrijke leerling van Jezus. Hij wordt genoemd als een van de twaalf apostelen en geen andere leerling komt in de evangeliën zo vaak voor. Steeds treedt hij op als woordvoerder namens de groep apostelen (Matteüs 15:15; 16:16-22; 17:4,24-26; 18:21-27; 26:33; Johannes 13:6,36).
Jezus zei tegen Petrus:
Jij bent Petrus, de rots waarop ik mijn kerk zal bouwen, en de poorten van het dodenrijk zullen haar niet kunnen overweldigen. Ik zal je de sleutels van het koninkrijk van de hemel geven, en al wat je op aarde bindend verklaart zal ook in de hemel bindend zijn, en al wat je op aarde ontbindt zal ook in de hemel ontbonden zijn.— Matteüs 16:18-19
Dit wordt ook wel de traditio clavium genoemd, Latijn voor overdracht van de sleutels. De woorden van Matteüs staan in het Latijn in grote letters in de kroon van de koepel van de Sint-Pieterskerk in Rome, boven wat als het graf van Petrus wordt beschouwd.
Petrus liep over het water naar Jezus, maar zonk daarna weg (Matteüs 14:29). Hij was getuige van de Gedaanteverandering van Jezus op de Taborberg (Matteüs 17:1-13).
Volgens Lucas kreeg Petrus de opdracht zijn broeders in het geloof te sterken: "Ik heb voor je gebeden opdat je geloof niet zou bezwijken. En als jij eenmaal tot inkeer bent gekomen, moet jij je broeders sterken" (Lucas 22:32).
Toen Jezus de voeten van zijn leerlingen wilde wassen, weigerde Petrus dit, maar toen Jezus zei dat hij anders niet bij hem zou kunnen horen, vroeg Petrus of Jezus niet alleen zijn voeten, maar ook zijn handen en hoofd wilde wassen (Johannes 13:6-10).

### Arrestatie en verhoor van Jezus
Petrus was aanwezig bij het laatste avondmaal. Toen Jezus en zijn leerlingen in de hof van Getsemane waren om te bidden, viel Petrus telkens in slaap (Matteüs 26:36-46). Toen een menigte arriveerde om Jezus te arresteren, nam Petrus een zwaard en hakte het oor af van Malchus, een slaaf van de hogepriester. Jezus genas het oor van Malchus (Johannes 18:10) en vermaande Petrus dat hij zijn zwaard moest opbergen. 
Na Jezus' arrestatie volgde Petrus op een afstand.
Toen men hem herkende als een leerling, beweerde Petrus dat hij Jezus niet kende, een leugen die hij zich pas realiseerde toen hij een haan hoorde kraaien. Eerder die avond had Jezus dit voorspeld nadat Petrus gezworen had dat hij Jezus nooit zou afvallen.

### Na Jezus' dood
Na de opstanding van Jezus gaf deze Petrus opdracht op te treden als herder van zijn kudde.
Toen ze gegeten hadden, sprak Jezus Simon Petrus toe: “Simon, zoon van Johannes, heb je mij lief, meer dan de anderen hier?” Petrus antwoordde: “Ja, Heer, u weet dat ik van u houd.” Jezus zei: “Weid mijn lammeren.”— Johannes 21:15-18
In Handelingen treedt hij op als hoofd van de kerk in Jeruzalem (Handelingen 1:15; 2:14; 3:1; 4:8; 5:1ff; 8:14ff; 9-10; 15:7; Galaten 1:18).
Na zijn gevangenschap en bevrijding (Handelingen 12:17) verliet Petrus Jeruzalem, waar Jakobus (de broer van Jezus) de leiding nam (Handelingen 15; Galaten 2:9) en wijdde hij zich kennelijk aan zendingswerk. In het verhaal over het Concilie van Jeruzalem (Handelingen 15) blijft zijn werk nauwer verbonden met Jeruzalem dan dat van Paulus. Paulus achtte hem hoog, ook al wees hij hem terecht (Galaten 2:11-14). Zijn connectie met Jeruzalem plaatste hem waarschijnlijk in een ingewikkelde positie zoals blijkt uit het verhaal over zijn zwalkend gedrag in Antiochië. 1 Clemens 5 verwijst hier misschien naar als deze gaat over de last die hij moest dragen vanwege afgunst.

### Petrus en Paulus
Uit de brieven van Paulus, die (deels) tijdens Petrus' leven zijn geschreven, blijkt dat Paulus Petrus meermaals heeft ontmoet. Petrus was toen een van de leiders van de groep volgelingen van Jezus Christus in Jeruzalem. Hun eerste ontmoeting vond plaats in circa 35 n.Chr. in Jeruzalem (Galaten 1:18).
Veertien jaar daarna maakte Paulus in het kader van het Concilie van Jeruzalem met onder meer Petrus en Jakobus de afspraak dat Petrus het evangelie aan de Joden zou verkondigen, terwijl Paulus naar de heidenen zou gaan (Galaten 2:7-9; Handelingen 15:7-11).
Enige tijd later kregen Paulus en Petrus in Antiochië hierover onenigheid, omdat Petrus volgens Paulus erop bleef aansturen dat niet-Joden joodse gebruiken zouden moeten gaan volgen (Galaten 2:11-14).

## Traditie
De overlevering vermeldt dat de stichting van de gemeenten in Rome, Antiochië en Korinthe op Petrus teruggaat. 
Dionysius van Korinthe schreef in zijn Brief aan de Roomse Kerk tijdens paus Soter (165–174) dat Petrus en Paulus de kerken van Rome en Korinthe hadden gesticht en dat zij enige tijd in Korinthe hadden gewoond, om uiteindelijk in Italië te sterven:
Daarom hebt u ook door een dergelijke vermaning de kerken die waren geplant door Petrus en Paulus nauw met elkaar verbonden,  die van de Romeinen en die van de Korinthiërs: want beiden gingen naar ons Korinthe, en ze onderwezen ons op dezelfde manier als zij jullie onderwezen toen zij naar Italië gingen; en nadat zij jullie onderwezen, ondergingen zij gelijktijdig het martelaarschap.
Er is geen aanwijzing dat Petrus de gemeenten in Antiochië en Korinthe stichtte, maar wel dat hij in Antiochië werkte en een verblijf in Korinthe zou kunnen worden afgeleid uit 1 Korintiërs 1:12. Als het gaat om Rome, zou een bediening daar kunnen worden afgeleid uit 1 Petrus 5:1 en 2 Petrus 1:14, maar zou dan moeilijk voor de Brief van Paulus aan de Romeinen kunnen zijn geweest, hoewel Romeinen 15:20-21 er op zou kunnen duiden dat joodse christenen de gemeente daar hadden gesticht, wat het op zijn minst mogelijk zou maken dat Petrus de gemeente daar had bezocht.

### Handelingen van Petrus
In de apocriefe Handelingen van Petrus (gedateerd omstreeks 200) staan veel verhalen opgetekend over daden van Petrus. Het einde daarvan speelt zich af tijdens de christenvervolgingen onder keizer Nero. Uit angst kozen velen ervoor de stad te verlaten. Ook Petrus verkoos veiliger oorden. Tijdens zijn vlucht had hij een nachtelijk visioen waarin hij Christus ontmoette die een kruis droeg. Petrus vroeg met verbazing: “Quo vadis, Domine?” (“Waar gaat u heen, Heer?”) Jezus antwoordde hem: “Eo Romam iterum crucifigi” (“Ik ga naar Rome om opnieuw gekruisigd te worden”) en vervolgde met: “omdat jij mijn lammeren in de steek laat”. Dit wordt vaak opgevat als bevestiging van Petrus' rol als plaatsbekleder van Jezus. Petrus hernam zijn verantwoordelijkheid door terug te gaan naar Rome, zijn marteldood tegemoet. Petrus werd – op eigen verzoek, omdat hij uit eerbied niet op dezelfde manier als Jezus wilde sterven – met het hoofd naar beneden, ondersteboven gekruisigd, en vond zijn laatste rustplaats vlak bij de plaats waar hij gekruisigd werd, in de nabijheid ten zuiden van het stadion van de Vaticaanse heuvel.

### Bisschop van Rome
De vroegste vermelding van het martelaarschap van Petrus in Rome komt uit de geschriften van Eusebius (begin 4e eeuw) wanneer hij uit een verloren gegane brief van Dionysius van Korinthe aan de christenen van Rome (ca. 170) citeert. In dezelfde periode als het verschijnen van de apocriefe Handelingen van Petrus wordt Petrus geportretteerd als eerste bisschop van Rome door de Apostolische Vaders en kerkvaders, met name door Tertullianus, Clemens van Alexandrië, Irenaeus van Lyon, Ignatius van Antiochië, Cyrillus van Jeruzalem en Cyprianus van Carthago. Zij schreven aan de Romeinse bisschop een bijzondere verantwoordelijkheid voor de eenheid van de christenen toe (bijvoorbeeld in de strijd rond het sabellianisme, het marcionisme en schisma van Novatianus), die steeds werd verantwoord met het teruggrijpen naar Petrus. Maar het inzetten van deze associatie van Petrus met Rome om een bevoorrechte positie te claimen voor de bisschop van die stad, kwam pas echt tot wasdom onder paus Leo I (440-461) en paus Gregorius I (590-604). In de rooms-katholieke kerk ontwikkelde zich op deze basis een ecclesiologische theologie van het Petrusambt.

### Historische juistheid
Vanaf medio negentiende eeuw zijn er perioden geweest van een academisch debat over de historiciteit van de aanwezigheid van Petrus in Rome en als gevolg daarvan zijn kruisiging.
Tot in de twintigste eeuw werd dat debat vooral door theologen gevoerd. Het standpunt jegens de historiciteit van het verblijf van Petrus in Rome werd dan ook vaak beïnvloed door de denominatie van de deelnemers aan het debat alsmede hun houding ten opzichte van de legitimiteit van het Petrusambt. Vanaf eind twintigste eeuw is er sprake van publicaties die meer berusten op interdisciplinair onderzoek. Vanaf die periode verschenen ook steeds meer publicaties die concluderen dat Petrus nooit in Rome kan zijn geweest en dus ook nooit daar kan zijn gekruisigd en begraven.
Het vraagstuk of Petrus in Rome is geweest, raakt ook het vraagstuk van het auteurschap van de Eerste brief van Petrus. In 1 Petrus 5:13 wordt Babylon genoemd als de plaats waar die geschreven zou zijn. De meeste onderzoekers nemen aan dat Babylon een codewoord of metafoor was voor Rome en nemen dus aan dat de brief in Rome geschreven werd. Een andere these is dat met Babylon in dit geval de joodse en christelijke diaspora van die tijd bedoeld wordt. De consensus onder wetenschappers is echter dat de brief een pseudepigraaf is, die al van geruime tijd na het overlijden van Petrus moet dateren en pas daarna aan hem is toegeschreven.

## Verering
In de kerktraditie is het graf van Petrus onder de huidige Sint-Pietersbasiliek. Opgravingen hebben een aedicula uit het jaar 160 aan het licht gebracht, dat als een monument ter herinnering aan Petrus geduid kan worden. Bij de bouw van de Oude Sint-Pietersbasiliek vanaf begin vierde eeuw is men ervan uitgegaan dat onder de aedicula nog een graf zou moeten zijn. Archeologisch onderzoek heeft uitgewezen dat dit niet het geval geweest kan zijn. Dit leidt bij auteurs tot de conclusie, dat een verhaal over de aanwezigheid van een graf van Petrus en verering voor hem pas op zijn vroegst bij de bouw van de aedicula, dus geruime tijd na zijn dood, kan zijn begonnen.
Bij renovatiewerkzaamheden in de jaren 30 van de 20e eeuw vond men het redelijk goed bewaard gebleven skelet van een stevig gebouwde man van ongeveer 60-70 jaar oud bij overlijden. Hoewel er geen enkel wetenschappelijk bewijs voor te leveren is, proclameerde Paus Paulus VI in 1968 dat het daadwerkelijk ging om de stoffelijke resten van Petrus, die hier begraven zou liggen.
In het schip van de Sint-Pieter staat een devotiebeeld van Petrus, dat naar alle waarschijnlijkheid is gemaakt door de 13e-eeuwse beeldhouwer en architect Arnolfo di Cambio. Op 29 juni wordt dit beeld aangekleed met een rode koorkap, als symbool van Petrus' martelaarschap en gekroond met een echte tiara, versierd met briljanten en parels, die gedragen werd door paus Gregorius XIII. Sinds eeuwen wordt de voet van dit beeld gekust door pelgrims uit de hele wereld, waardoor de voet ernstig is afgesleten.
Tijdens het Hoogfeest van Petrus en Paulus wordt vaak het bekende Tu es Petrus van Lorenzo Perosi gezongen. Deze tekst is door verschillende componisten op muziek gezet.

### Feestdagen
Petrus heeft drie feestdagen. De belangrijkste is Petrus en Paulus op 29 juni. Volgens de overlevering zijn beide apostelen op dezelfde dag en binnen hetzelfde uur gestorven. De bevrijding van Petrus wordt gevierd op 1 augustus met het feest van Sint-Petrus’ Banden. De Orthodoxe Kerk viert dit op 16 januari. Op 22 februari wordt binnen de katholieke kerk het leergezag (ex cathedra) met het feest van Petrus’ Stoel gevierd.

### Beschermheilige
Petrus is de patroonheilige van de abdijen van Bath en Berchtesgaden, van Bremen, Chartres, Abdij Affligem en Abdij van Dendermonde, Keulen, Trier, Las Vegas, het bisdom Jackson, Köpenick, Worms, Lessen, Leuven, Oostende, Puurs, Sint-Pieters-Rode, Leiden, Maastricht, Moissac, Naumburg, Regensburg, Rome, de Kerk, Umbrië, Sint-Petersburg, het bisdom Providence, Obermarsberg, het bisdom Philadelphia en Poznań en verder van de pausen, de bakkers, de slachters, de bruggenbouwers, de boetelingen, de metselaars, de glazeniers, de schrijnwerkers, de slotenmakers, de smeden, de loodgieters, de uurwerkmakers, bij de oogst, de zegelbranders, de steenkappers, de pottenbakkers, de schoenmakers, de netten- en doekenwevers, de vissers en de vishandelaars, de schippers, de scheepsbouwers. Voorts wordt Petrus aangeroepen bij scheepsbreuken, door jonge vrouwen, de rouwenden en de boetelingen, en bij zinsverbijstering, slangenbeten, hondsdolheid, diefstal, voetpijnen, koorts, bezetenheid en vallen.

## Apocriefe geschriften
Het apocriefe Evangelie volgens Petrus is een kort passieverhaal, dat op sommige punten docetisch gedachtegoed bevat. Het eerste commentaar over deze apocrief dateert uit de 4e eeuw van Eusebius van Caesarea, die zich daarbij echter beroept op uitspraken van Serapion van Antiochië van rond 210. Bewaarde tekstfragmenten dateren uit de 6e en 8e eeuw. Het Evangelie volgens Petrus werd bij de canonvorming van het Nieuwe Testament overwegend als niet-canoniek beschouwd.
Andere apocriefe geschriften zijn Handelingen van Petrus, Handelingen van Petrus en de Twaalf Apostelen, Openbaring van Petrus, Gnostische Openbaring van Petrus en de Pseudo-Clementijnse roman, de oudst bekende christelijke roman.

## Varia
- In Bordeaux draagt een van de bekendste en duurste wijnen de naam Pétrus. Op het etiket van de flessen staat Petrus met de sleutels van de Hemelpoort.
- Jezus had Petrus de sleutel van de hemel gegeven en daarom wordt verteld dat Petrus aan de poort van de Hemel waakt en beslist wie naar binnen mag gaan.
- Er bestaat een orde die naar Petrus genoemd is; zie: Priesterbroederschap van Sint-Pieter.

## Iconografie
De apostel Petrus heeft diverse attributen.
- De haan verwijst naar Petrus' verloochening van Jezus en zijn berouw daarover.[21]
- De sleutel verwijst naar Jezus' belofte om Petrus de sleutel van het koninkrijk van de hemel te geven (Matteüs 16:19).
- Het omgekeerde kruis of Petruskruis verwijst naar het kruis waaraan Petrus, volgens de overlevering, ter dood is gebracht.
- De tiara verwijst naar de macht van Petrus als paus.
- Vaak wordt Petrus afgebeeld als bisschop met alle waardigheidssymbolen, die de gelovigen zegent.
- Soms wordt Petrus afgebeeld als eenvoudige visser met een net, verwijzend naar zijn beroep.
- Soms wordt Petrus afgebeeld als oude man met gebroken handboeien (Handelingen 12:7).